# Anhima cu corn
Anhima cornuta (span. Aruca, engl. Horned screamer sau Horned bird: „Anhima cu corn” sau „Pasărea cu corn”) este o specie de păsări sedentare răspândite în regiunea nordică din America de Sud (Columbia și Venezuela). Caracteristica păsării este prelungirea de cheratină de pe cap, de forma unui corn subțire. Coloritul penajului este albastru-negricios cu reflexe metalice verzi. În partea superioară a pieptului are un guler alb. Pasărea trăiește în pădurile tropicale dese. Este singurul reprezentatnt al genului Anhima, are mărimea unei găini mai mari, putând atinge o greutate de 3 kg. Între degete se mai poate observa o reminiscență de la membrana interdigitală, existentă la păsările acvatice. Țipetele lor stridente le-au adus denumirile spaniolă de gritantes și engleză de screamers.

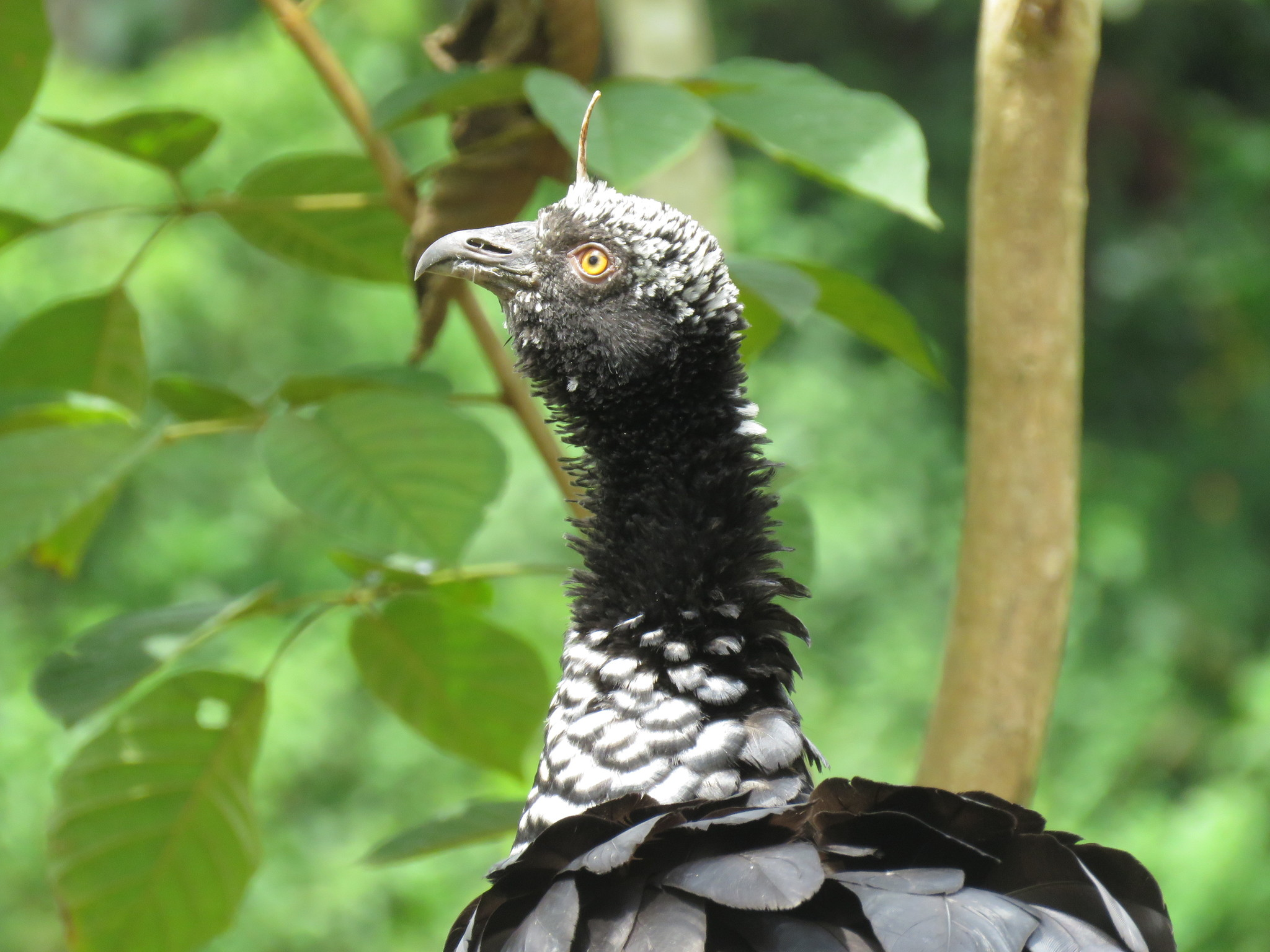
Anhima cornuta